# Krone (hovedbeklædning)
 For alternative betydninger, se Krone. (Se også artikler, som begynder med Krone)
 Denne artikel omhandler overvejende eller alene danske forhold. Hjælp gerne med at gøre artiklen mere almen.
Krone er den hovedbeklædning, en majestæt får sat på hovedet ved sin kroning. Christian 4. blev kronet i København den 29. august 1596. Hans krone (på billedet) var åben. Da hans sønnesøn Christian 5. lod sig krone, var det med en anden type krone, hvis takker bukker indad og er samlede. I sammenføjningen er der indsat en lille "jordklode". Begge kongekroner er på Rosenborg Slot.
Også andre personer med høj rang kan bære krone. Således kendes grevekroner og hertugkroner. Paven har tidligere båret en tredobbelt krone, kaldet en tiara. Kroner kendes fra det gamle Egypten, hvor der fandtes en krone for Nedre Egypten (det nordlige Egypten) og en anden for Øvre Egypten (det sydlige Egypten). I lange perioder bar faraonerne en dobbeltkrone, der symboliserede begge dele af landet. I andre lande bar kongerne et diadem.
Kongekronen kan ikke bruges som symbol af private i Danmark uden særlig tilladelse fra Kongehuset.